# Jose Panganiban
Jose Panganiban (Bayan ng Jose Panganiban) är en kommun i Filippinerna. Kommunen ligger på ön Luzon, och tillhör provinsen Camarines Norte. Folkmängden uppgår till 46 064 invånare.

## Barangayer
Jose Panganiban är indelat i 27 barangayer.
| - Bagong Bayan - Calero - Dahican - Dayhagan - Larap - Luklukan Norte - Luklukan Sur - Motherlode - Nakalaya - Osmeña - Pag-Asa - Parang - Plaridel - North Poblacion | - South Poblacion - Salvacion - San Isidro - San Jose - San Martin - San Pedro - San Rafael - Santa Cruz - Santa Elena - Santa Milagrosa - Santa Rosa Norte - Santa Rosa Sur - Tamisan |